# Ultraljudsrengöring
Ultraljudsrengöring är en metod där ultraljud och lämpligt lösningsmedel, t.ex. vatten, används för rengöring.
Tekniken bakom ultraljudsrengöring är en generator som skapar en ultraljudsfrekvens som i sin tur överförs till en "svängare". Denna sitter monterad i en vätska som skapar små kavitationsbubblor, cirka 0,1 millimeter i diameter, som imploderar och därmed avlägsnar smuts från den önskade ytan. Processen tar normalt 3-6 minuter, men beroende på vad det är som rengörs kan den sträcka sig mot 20 minuter Effekten kan modifieras genom uppvärmning av vätskan eller användning av olika kemikalier.

## Användningsområden
Privatpersoner kan använda ultraljudsrengöring till linser, smycken, mynt eller glasögon. Inom industrin kan ultraljudsrengöring användas vid bearbetning av extremt hårda material eller vid rengöring av svåråtkomliga ytor utan att ge oönskade skador på materialytan. Användningsområden är papperstillverkningsindustrin, metallindustrin, bilindustrin och många fler. Exempel på material som kan rengöras är stål, aluminium, koppar, mässing eller legeringar samt trä, plast, gummi och tyger.